# Professional'nyj Futbol'nyj Klub Soči 2018-2019
Questa voce raccoglie le informazioni riguardanti il Professional'nyj Futbol'nyj Klub Soči nelle competizioni ufficiali della stagione 2018-2019.

## Stagione
Fu il primo campionato della storia del club che disputò la seconda serie grazie al titolo della Dinamo San Pietroburgo: la squadra finì secondo conquistando subito l'accesso alla Prem'er-Liga 2019-2020.

## Maglie
| Manica sinistra · Maglietta · Maglietta · Manica destra · Pantaloncini · Pantaloncini · Calzettoni | Manica sinistra · Maglietta · Maglietta · Manica destra · Pantaloncini · Pantaloncini · Calzettoni |

## Rosa
| N. |                       | Ruolo | Calciatore           |
| -- | --------------------- | ----- | -------------------- |
| 5  | Russia (bandiera)     | C     | Aleksey Pomerko      |
| 7  | Russia (bandiera)     | C     | Evgeniy Pesegov      |
| 8  | Russia (bandiera)     | C     | Nikita Salamatov     |
| 10 | Russia (bandiera)     | A     | Maksim Barsov        |
| 11 | Russia (bandiera)     | C     | Igor Gorbunov        |
| 12 | Russia (bandiera)     | P     | Nikolay Zabolotnyi   |
| 13 | Russia (bandiera)     | P     | Rostislav Soldatenko |
| 14 | Russia (bandiera)     | C     | Roman Kosyanchuk     |
| 18 | Russia (bandiera)     | A     | Nikita Burmistrov    |
| 20 | Russia (bandiera)     | D     | Igor Yurganov        |
| 21 | Kazakistan (bandiera) | A     | Akmal Bakhtiyarov    |
| 22 | Russia (bandiera)     | C     | Arkadi Kalaydzhyan   |
| 25 | Russia (bandiera)     | D     | Andrey Bychkov       |
| 26 | Russia (bandiera)     | D     | Nikita Kalugin       |
| 27 | Russia (bandiera)     | D     | Kirill Zaika         |
| 29 | Nigeria (bandiera)    | A     | Steven Alfred        |

| N. |                       | Ruolo | Calciatore         |
| -- | --------------------- | ----- | ------------------ |
| 45 | Serbia (bandiera)     | D     | Ivan Miladinovic   |
| 55 | Russia (bandiera)     | C     | Yan Kazaev         |
| 69 | Russia (bandiera)     | C     | Pavel Ryabokon     |
| 91 | Russia (bandiera)     | P     | Andrey Zajtsev     |
| 92 | Russia (bandiera)     | D     | Valeriy Pochivalin |
| 94 | Montenegro (bandiera) | D     | Dusan Lagator      |
| -  | Russia (bandiera)     | D     | Timofey Margasov   |
| -  | Russia (bandiera)     | D     | Mikhail Kovalenko  |
| -  | Russia (bandiera)     | D     | Temur Mustafin     |
| -  | Russia (bandiera)     | D     | Evgeniy Makeev     |
| -  | Russia (bandiera)     | D     | Maksim Sklyarov    |
| -  | Russia (bandiera)     | A     | Ivan Solovjev      |
| -  | Russia (bandiera)     | A     | Nikolay Obolskiy   |
| -  | Russia (bandiera)     | A     | Anzor Sanaia       |
| -  | Russia (bandiera)     | A     | Alan Kasaev        |

## Risultati

### Campionato
| Arbitro: | Nikolay Voloshin |

|  |           |                                |
|  | Marcatori | 65’ (rig.) Vladislav Panteleev |

| Arbitro: | Aleksey Sukhoy |

|                    |           |                                   |
| Sandro Tsveiba 41’ | Marcatori | 3’ Maksim Barsov 75’ Anzor Sanaia |

| Arbitro: | Anton Frolov |

|                                                           |           |                                                            |
| Maksim Barsov 19’ Maksim Barsov 27’ Nikita Burmistrov 51’ | Marcatori | 49’ (rig.) Mikhail Petrusev 90'+6’ (rig.) Mikhail Petrusev |

| Arbitro: | Igor Fedotov |

|                  |           |                  |
| Ismail Ediev 56’ | Marcatori | 86’ Anzor Sanaia |

| Arbitro: | Sergey Cheban |

|                   |           |                                                                                 |
| Ilya Vorobyev 65’ | Marcatori | 2’ Maksim Barsov 7’ Maksim Barsov 45’ Anzor Sanaia 80’ (rig.) Nikita Burmistrov |

| Arbitro: | Aleksey Nikolaev |

|                                           |           |                                        |
| Igor Yurganov 7’ (aut.) Aleksey Pugin 82’ | Marcatori | 22’ Ivan Miladinovic 50’ Igor Gorbunov |

| Arbitro: | Lasha Verulidze |

|  |           |                      |
|  | Marcatori | 32’ Pavel Ignatovich |

| Arbitro: | Stanislav Vasiljev |

|  |           |                                                       |
|  | Marcatori | 30’ Igor Gorbunov 51’ Maksim Barsov 73’ Ivan Solovjev |

| Arbitro: | Maksim Chembulatov |

|                   |           |                                |
| Maksim Barsov 42’ | Marcatori | 71’ (rig.) Tornike Okriashvili |

| Arbitro: | Evgeni Turbin |

|                                               |           |                                          |
| Denys Dedechko 20’ (rig.) Nikolay Zaytsev 34’ | Marcatori | 2’ Ivan Miladinovic 57’ Nikolay Obolskiy |

| Arbitro: | Igor Nizovtsev |

|  |           |                                           |
|  | Marcatori | 84’ Vladimir Obukhov 90’ Vladimir Obukhov |

| Arbitro: | Vladimir Seldyakov |

|                                       |           |                   |
| Nikita Telenkov 53’ Saveli Kozlov 79’ | Marcatori | 31’ Maksim Barsov |

| Soči 23 settembre 2018, ore 16:00 13ª giornata | Soči            | 0 – 0 referto | Tambov | Stadio Olimpico Fišt (3.524 spett.)\| Arbitro: \| Evgeni Kukulyak \| |
| Arbitro:                                       | Evgeni Kukulyak |               |        |                                                                      |

| Arbitro: | Ivan Saraev |

|                                             |           | |
| Vladislav Sarveli 36’ Dmitri Tsypchenko 87’ | Marcatori | 29’ Maksim Barsov 40’ Ivan Solovjev 46’ Maksim Barsov 67’ (aut.) Dmitriy Redkovich 89’ Nikolay Obolskiy 90'+1’ Igor Gorbunov |

| Arbitro: | Vasili Kazartsev |

|                                        |           |                                         |
| Nikita Burmistrov 9’ Maksim Barsov 44’ | Marcatori | 4’ Kirill Suslov 5’ Stanislav Prokofjev |

| Arbitro: | Ivan Sidenkov |

|                |           |  |
| Yan Kazaev 83’ | Marcatori |  |

| Arbitro: | Aleksey Matyunin |

|                                                                                       |           |                   |
| Maksim Barsov 56’ (rig.) Aleksey Pomerko 78’ Maksim Barsov 79’ Evgeniy Pesegov 90'+3’ | Marcatori | 46’ Roman Belyaev |

| Arbitro: | Evgeni Kukulyak |

|                     |           |  |
| Evgeniy Pesegov 83’ | Marcatori |  |

| Arbitro: | Pavel Shadykhanov |

|                     |           |                     |
| Ishkhan Geloyan 67’ | Marcatori | 72’ Aleksey Pomerko |

| Arbitro: | Artur Fedorov |

|  |           |                                            |
|  | Marcatori | 31’ Mikhail Biryukov 75’ Mikhail Afanasjev |

| Arbitro: | Vladimir Seldyakov |

|                                               |           |  |
| Maksim Barsov 70’ (rig.) Nikita Salamatov 87’ | Marcatori |  |

| Arbitro: | Vasili Kazartsev |

|                                                                                   |           |                                        |
| Igor Gorbunov 1’ Maksim Barsov 16’ (rig.) Evgeniy Pesegov 30’ Aleksey Pomerko 62’ | Marcatori | 87’ Andrey Myazin 90'+4’ Andrey Myazin |

| Chimki 18 novembre 2018, ore 12:00 23ª giornata | Chimki           | 0 – 0 referto | Soči | Stadio Rodina (1.500 spett.)\| Arbitro: \| Nikolay Voloshin \| |
| Arbitro:                                        | Nikolay Voloshin |               |      |                                                                |

| Arbitro: | Stanislav Vasiljev |

|                                                                         |           |                         |
| Maksim Barsov 23’ (rig.) Nikita Salamatov 79’, 85’ Dusan Lagator 90'+3’ | Marcatori | 37’ (rig.) Ruslan Magal |

| Nižnij Novgorod 3 marzo 2019, ore 12:00 25ª giornata | Nižnij Novgorod | 0 – 0 referto | Soči | Stadio Chimik (5.873 spett.)\| Arbitro: \| Aleksey Sukhoy \| |
| Arbitro:                                             | Aleksey Sukhoy  |               |      |                                                              |

| Arbitro: | Roman Safyan |

|                   |           |  |
| Igor Gorbunov 22’ | Marcatori |  |

| Arbitro: | Aleksey Amelin |

|  |           |                                           |
|  | Marcatori | 31’ Igor Yurganov 90'+3’ Nikolay Obolskiy |

| Arbitro: | Vladimir Seldyakov |

|                                           |           |  |
| Evgeniy Pesegov 14’ (rig.) Yan Kazaev 57’ | Marcatori |  |

| Arbitro: | Ivan Sidenkov |

|  |           |                                         |
|  | Marcatori | 60’ Yan Kazaev 66’ (rig.) Maksim Barsov |

| Arbitro: | Maksim Chembulatov |

|                            |           |                 |
| Evgeniy Pesegov 76’ (rig.) | Marcatori | 61’ Ivan Chudin |

| Arbitro: | Vladimir Moskalev |

|  |           |                                                         |
|  | Marcatori | 18’ Evgeniy Pesegov 22’ Igor Yurganov 90’ Maksim Barsov |

| Arbitro: | Igor Nizovtsev |

|                                         |           |                         |
| Evgeniy Pesegov 10’ Evgeniy Pesegov 63’ | Marcatori | 4’ Kirill Kolesnichenko |

| Arbitro: | Aleksey Amelin |

|  |           |                      |
|  | Marcatori | 68’ Nikolay Obolskiy |

| Arbitro: | Lasha Verulidze |

|                                                                   |           |                       |
| Maksim Barsov 37’ Evgeniy Pesegov 73’ (rig.) Nikolay Obolskiy 83’ | Marcatori | 45'+1’ Nikita Kakkoev |

| Arbitro: | Sergey Cheban |

|  |           |                           |
|  | Marcatori | 7’ (rig.) Evgeniy Pesegov |

| Arbitro: | Igor Panin |

|                                           |           |                     |
| Vitaliy Fedotov 45’ Vladislav Rudenko 59’ | Marcatori | 7’ Nikolay Obolskiy |

| Soči 19 maggio 2019, ore 15:00 37ª giornata | Soči           | 0 – 0 referto | Šinnik | Stadio Olimpico Fišt (6.320 spett.)\| Arbitro: \| Artem Lyubimov \| |
| Arbitro:                                    | Artem Lyubimov |               |        |                                                                     |

| Arbitro: | Evgeni Kukulyak |

|                     |           |                        |
| Sylvanus Nimely 53’ | Marcatori | 14’ (aut.) Artëm Mamin |

### Coppa di Russia
| Arbitro: | Yunus Koshko |

|                                      |           |                             |
| Dato Chertkoev 21’ Ilya Zakharov 79’ | Marcatori | 6’ (rig.) Nikita Burmistrov |